# Per Holst (1919-2008)
 For alternative betydninger, se Per Holst (flertydig). (Se også artikler, som begynder med Per Holst)
Per Bent Holst (født 23. oktober 1919 i Aarhus, død 22. juli 2008) var en dansk filminstruktør og modstandsmand. Han var især producent af film for døve og oprettede selskabet Døve Film. Derfor kendes han også til tider som "Døve-Per" for at skelne ham fra den anden Per Holst ("Reklame-Per").
Per Holst var søn af forretningsfører Henning Marinus Holst og hustru Gerda Martensen og blev student i 1938. Under besættelsen var han i 1944 assistent for instruktørparret Bjarne og Astrid Henning-Jensen, som indspillede filmen Flyktingar finnar en hamn i Sverige. Han var også medlem af Modstandsbevægelsens Filmgruppe, som sørgede for filmisk dokumentation af bl.a. sabotageaktioner. Derefter var han assistent for Theodor Christensen hos Minerva-Film og senere instruktør samme sted. 1950-53 var han producent af reklamefilm, 1953-56 leder af Landbrugets Informationskontors filmproduktion, 1956-57 produktionsleder hos Laterna Film og fra 1957 freelance, bl.a. som producer for TV.